# 22 март
22 март е 81-вият ден в годината според григорианския календар (82-ри през високосна година). Остават 284 дни до края на годината.

## Събития
- 235 г. – Максимин Трак е провъзгласен за римски император.
- 238 г. – Гордиан I и неговият син Гордиан II са провъзгласени за римски императори.
- 1136 г. – Матилда Булонска става кралица на Англия.
- 1312 г. – Формално е ликвидиран Орденът на Тамплиерите на събора във Виен.
- 1518 г. – Крал Карлос I одобрява плана на Фернандо Магелан за околосветско пътешествие и му предоставя сериозна субсидия.
- 1787 г. – Основан е град Колумбия в щата Южна Каролина, САЩ.
- 1813 г. – Създаден е окръг Колумбия в щата Пенсилвания, САЩ.
- 1813 г. – Създаден е окръг Юниън в щата Пенсилвания, САЩ.
- 1820 г. – Създаден е окръг Пери в щата Пенсилвания, САЩ.
- 1841 г. – В САЩ е патентовано производството на скорбяла.
- 1848 г. – Венеция обявява своята независимост.
- 1871 г. – Създаден е окръг Логан в щата Арканзас, САЩ.
- 1873 г. – В Пуерто Рико е забранено робството.
- 1882 г. – Конгресът на САЩ забранява многоженството (полигамията).
- 1894 г. – Дахомей е обявен за френска колония.
- 1894 г. – Състои се първият плейоф за Купа Стенли.
- 1895 г. – Прожектиран е първият филм на Братя Люмиер – „Работници напускат фабриката Люмиер в края на работното време“, който трае 46 секунди.
- 1904 г. – Публикувана е първата цветна снимка – в лондонския вестник „Илюстрейтид мирър“.
- 1910 г. – Основан е футболен клуб АС Варезе 1910 във Варезе, Италия.
- 1916 г. – Джон Толкин сключва брак с Едит Брат.
- 1919 г. – Бела Кун обявява Унгария за съветска република.
- 1933 г. – Близо до Мюнхен е открит първият нацистки концлагер Дахау.
- 1935 г. – Официално Персия е преименувана в Иран.
- 1942 г. – Проведена е среща между цар Борис III и Хитлер, който настоява България да поеме допълнителни ангажименти в Югославия.
- 1945 г. – Създадена е Арабската лига с приемането на устава ѝ в Кайро, Египет.
- 1966 г. – Създадена е Международната федерация по таекуон-до в Сеул.
- 1967 г. – Състои се премиерата на българския игрален филм „По тротоара“.
- 1968 г. – Състои се премиерата на френско-италианската кинокомедия „Малкият гмурец“.
- 1971 г. – Създаден е регионалният телевизионен център БНТ Пловдив.
- 1978 г. – Състои се премиерата на българския игрален филм Момчетата от „Златен лъв“.
- 1981 г. – Осъществен е първият орбитален космически полет на съветски космически кораб Союз 39.
- 1992 г. – Самолетът при полет 405 на „Ю Ес Еър“ се разбива малко след излитане от летище „Ла Гуардия“, Ню Йорк и убива 27 от общо 51 души на борда. Катастрофата довежда до редица изследвания за ефекта, който ледът оказва върху самолетите.
- 1995 г. – Космонавтът Валери Поляков се завръща, след като поставя рекорд за най-продължителен престой в космоса – 436 дни.
- 1996 г. – Алфа Радио започва своето излъчване в град Варна.
- 2004 г. – Шейх Ахмед Ясин, духовният лидер на палестинската сунитска военна групировка Хамас, и неговите седем охранители са убити от израелските въздушни сили.
- 2009 г. – Създадена е политическата партия Либертас България.
- 2009 г. – Учредена е партията на българските емигранти Другата България.
- 2016 г. – Извършени са атентати в Брюксел на летището и на метростанция „Малбек“; 28 души загиват, 85 са ранени.

## Родени
- 1459 г. – Максимилиан I, австрийски ерцхерцог († 1519 г.)
- 1599 г. – Антонис ван Дайк, фламандски художник († 1641 г.)
- 1609 г. – Ян II Кажимеж, крал на Полша († 1672 г.)
- 1797 г. – Вилхелм I, пруски крал († 1888 г.)
- 1821 г. – Георги Атанасович, български политик († 1892 г.)
- 1858 г. – Ханс Мейер, немски географ († 1929 г.)
- 1864 г. – Михаил Такев, български политик († 1920 г.)
- 1868 г. – Робърт Миликан, американски физик, Нобелов лауреат († 1953 г.)
- 1871 г. – Юрдан Данчов, български инженер († 1956 г.)
- 1873 г. – Деян Димитров, български революционер († 1912 г.)
- 1874 г. – Иван Шкойнов, български офицер († 1941 г.)
- 1880 г. – Куниаки Коисо, министър-председател на Япония († 1950 г.)
- 1882 г. – Стоян Мишев, български революционер († 1924 г.)
- 1883 г. – Христо Петков, български цигулар и музикален педагог
- 1885 г. – Стефан Тинтеров, български поет († 1912 г.)
- 1887 г. – Констанца Ляпчева, българска общественичка († 1942 г.)
- 1889 г. – Йоргос Гунаропулос, гръцки художник († 1977 г.)
- 1891 г. – Александър Ковачев, български политик († 1972 г.)
- 1907 г. – Джеймс Гавин, американски генерал-лейтенант († 1990 г.)
- 1908 г. – Джак Крофърд, австралийски тенисист († 1991 г.)
- 1909 г. – Мита Стойчева, българска певица († 1976 г.)
- 1910 г. – Любомир Андрейчин, български езиковед († 1975 г.)
- 1911 г. – Джеймс Робъртсън, американски кинодеец († 1988 г.)
- 1912 г. – Карл Молдън, американски актьор († 2009 г.)
- 1913 г. – Сабиха Гьокчен, военен пилот († 2001 г.)
- 1922 г. – Жан-Франсоа Тириар, белгийски политик († 1992 г.)
- 1923 г. – Марсел Марсо, френски мим († 2007 г.)
- 1924 г. – Георги Попов, български актьор († 1995 г.)
- 1924 г. – Лайънъл Уилсън, американски дубльор († 2003 г.)
- 1924 г. – Майкъл Хамбъргър, британски преводач († 2007 г.)
- 1925 г. – Волфганг Бехлер, немски поет († 2007 г.)
- 1925 г. – Лили Шмидт, българска общественичка († 2016 г.)
- 1927 г. – Люба Колчакова, българска балерина († 2012 г.)
- 1927 г. – Николай Соколов, български поет († 1994 г.)
- 1928 г. – Дмитрий Волкогонов, руски историк († 1995 г.)
- 1931 г. – Бъртън Рихтер, американски физик, Нобелов лауреат († 2018 г.)
- 1931 г. – Димитър Стойков, български акордеонист и композитор
- 1931 г. – Уилям Шатнър, канадски актьор
- 1932 г. – Васил Хубчев, български политик († 2005 г.)
- 1932 г. – Иван Веселинов, български актьор
- 1932 г. – Лари Еванс, американски шахматист († 2010 г.)
- 1935 г. – Виолета Бахчеванова, българска актриса († 2021 г.)
- 1937 г. – Армин Хари, германски лекоатлет
- 1937 г. – Едмар Меднис, американски шахматист († 2002 г.)
- 1939 г. – Атанас Киряков, български актьор († 2025 г.)
- 1941 г. – Георги Стоев, български режисьор
- 1943 г. – Любен Спасов, български шахматист
- 1947 г. – Андре Хелер, австрийски писател и художник
- 1947 г. – Джеймс Патерсън, американски писател
- 1948 г. – Андрю Лойд Уебър, британски композитор
- 1949 г. – Фани Ардан, френска актриса
- 1949 г. – Юрий Игнатиевич Мухин, съветски изобретател
- 1950 г. – Горан Брегович, босненски музикант
- 1951 г. – Залмей Халилзад, американски дипломат
- 1951 г. – Муса Манаров, съветски летец
- 1953 г. – Кенет Рогоф, американски икономист
- 1955 г. – Лена Улин, шведска актриса
- 1956 г. – Георге Йовановски, македонски футболист
- 1959 г. – Жан Виденов, министър-председател на България
- 1959 г. – Карлтън Кюз, американски сценарист
- 1963 г. – Джузепе Галдеризи, италиански футболист и треньор
- 1965 г. – Ice MC, британски музикант
- 1970 г. – Калин Терзийски, български поет
- 1971 г. – Асен Блатечки, български актьор
- 1974 г. – Филип Клемент, белгийски защитник
- 1975 г. – Румен Христов, български футболист
- 1976 г. – Рийз Уидърспун, американска актриса
- 1983 г. – Дагоберто, бразилски футболист
- 1984 г. – Пьотър Троховски, немски футболист
- 1985 г. – Иван Стоицов, български щангист
- 1987 г. – Христо Христов Петров, български футболист
- 1988 г. – Таня Реймънд, американска актриса
- 1988 г. – Тобиас Зипел, германски вратар

## Починали
- 1471 г. – Иржи Подебрад, чешки крал (р. 1420 г.)
- 1602 г. – Агостино Карачи, италиански бароков художник, брат на Анибале Карачи (р. 1557 г.)
- 1687 г. – Жан-Батист Люли, френски бароков композитор (р. 1632)
- 1832 г. – Йохан Волфганг фон Гьоте, германски писател (р. 1749)
- 1850 г. – Карл Сигизмунд Кунт, германски ботаник (р. 1788)
- 1852 г. – Огюст Мармон, френски маршал (р. 1774)
- 1874 г. – Рихард Бренер, немски изследовател (р. 1833)
- 1892 г. – Владимир Гете, руско-френски духовник (р. 1812)
- 1916 г. – Фердинанд Фелнер, австрийски архитект (р. 1847)
- 1918 г. – Панайот Хитов, български революционер (р. 1830)
- 1922 г. – Михаил Греков, революционер и публицист (р. 1847)
- 1928 г. – Райчо Каролев, български просветен деец (р. 1846)
- 1932 г. – Борис Шатц, литовски скулптор (р. 1866)
- 1933 г. – Сава Огнянов, български актьор (р. 1876 г.)
- 1939 г. – Петър Мидилев, български политик (р. 1875)
- 1950 г. – Павел Патев, български зоолог (р. 1889)
- 1961 г. – Николай Масалитинов, български актьор (р. 1880)
- 1974 г. – Питър Ревсън, американски автомобилен състезател (р. 1939)
- 1976 г. – Виктор фон Гебзател, немски лекар (р. 1883)
- 1989 г. – Хорхе Лазаров, уругвайски музикант (р. 1950)
- 2001 г. – Уилям Хана, американски аниматор (р. 1910)
- 2004 г. – Ахмед Ясин, палестински терорист (р. 1936)
- 2005 г. – Кензо Танге, японски архитект (р. 1913)
- 2006 г. – Иван Методиев, български футболист и треньор (р. 1955)
- 2006 г. – Христо Калчев, български писател (р. 1944)
- 2007 г. – Владимир Аврамов, български цигулар (р. 1909)
- 2013 г. – Чинуа Ачебе, нигерийски писател (р. 1930 г.)
- 2021 г. – Татяна Лолова, българска актриса (р. 1934 г.)
- 2024 г. – Алек Попов, български писател (р. 1966 г.)

## Празници
- ООН – Световен ден на водите (обявен през 1992 г., отбелязва се от 1993 г.)
- Ден на пролетното равноденствие: празник за „Бялото братство“
- Ден на Балтийско море (обявен през 1986 г.)
- България – Първа пролет (Пролет, Пролетка, Росен)
- България – Празник на град Велико Търново и Угърчин и на селата Камено поле и Сталево
- Индия – Нова година в Индия
- Йордания и Ливан – Ден на Арабската лига
- Казахстан – Казахска нова година
- Лаос – Ден на народната партия
- Пуерто Рико – Ден на премахването на робството